# Трудова Арменія
Трудова Арменія — хутір у Канівському районі Краснодарського краю.
Входить до складу Стародерев'янківського сільського поселення.

## Географія
Розташований на річці Мігута.